# Championnats de France de pétanque 2022
Navigation
Édition précédente Édition suivante
Les championnats de France de pétanque 2022 est une édition des championnats de France de pétanque. 

## Présentation
Cette compétition constitue la 76e édition du triplette sénior masculin, la 51e édition du doublette sénior masculin, la 55e édition du tête à tête sénior masculin,  la 19e édition du triplette sénior féminin, la 6e édition du tête à tête sénior féminin, la 45e édition du doublette sénior féminin, la 29e édition du doublette sénior mixte, la 65e édition du triplette junior, la 53e édition du triplette cadet, la 38e édition du triplette minime et la 27e édition du triplette vétéran. Elle se déroule à Bergerac (Dordogne) du 18 au 19 juin 2022 pour le triplette sénior, du 27 au 28 août 2022 pour le doublette sénior masculin et le tête à tête sénior féminin ; à Brive-la-Gaillarde (Corrèze) du 25 au 26 juin 2022 pour le doublette mixte ; à Ax-les-Thermes (Ariège) du 6 au 7 juillet 2022 pour le triplette vétéran ; à Chalon-sur-Saône (Saône-et-Loire) du 16 au 17 juillet 2022 pour le triplette sénior féminin ; à Lavelanet (Ariège du 23 au 24 juillet 2022 pour le tête à tête sénior masculin et le doublette sénior féminin et à Bourg-Saint-Andéol (Ardèche) du 20 au 21 août 2022 pour le triplette junior, cadet et minime.

## Résultats

### Triplette sénior masculin[2]
| Equipe                                           | Score | Equipe                                                          |
| ------------------------------------------------ | ----- | --------------------------------------------------------------- |
| Stéphane Robineau, Henri Lacroix et Dylan Rocher | 13-3  | Christian Andriantseheno, Christophe Sarrio et François N'Diaye |

### Doublette sénior masculin[3]
| Equipe                                  | Score | Equipe                           |
| --------------------------------------- | ----- | -------------------------------- |
| Michel Hatchadourian et Kévin Bonvarlet | 13-4  | Mickaël Bonetto et David Riviera |

### Tête à tête sénior masculin[4]
| Equipe     | Score | Equipe      |
| ---------- | ----- | ----------- |
| Michel Loy | 13-12 | David Doerr |

### Triplette sénior féminin[5],[6]
| Equipe                                              | Score | Equipe                                                       |
| --------------------------------------------------- | ----- | ------------------------------------------------------------ |
| Mouna Béji, Ludivine d'Isidoro et Charlotte Darodes | 13-4  | Théophanie Descas, Danielle Pierre-Michel et Mirella Sommier |

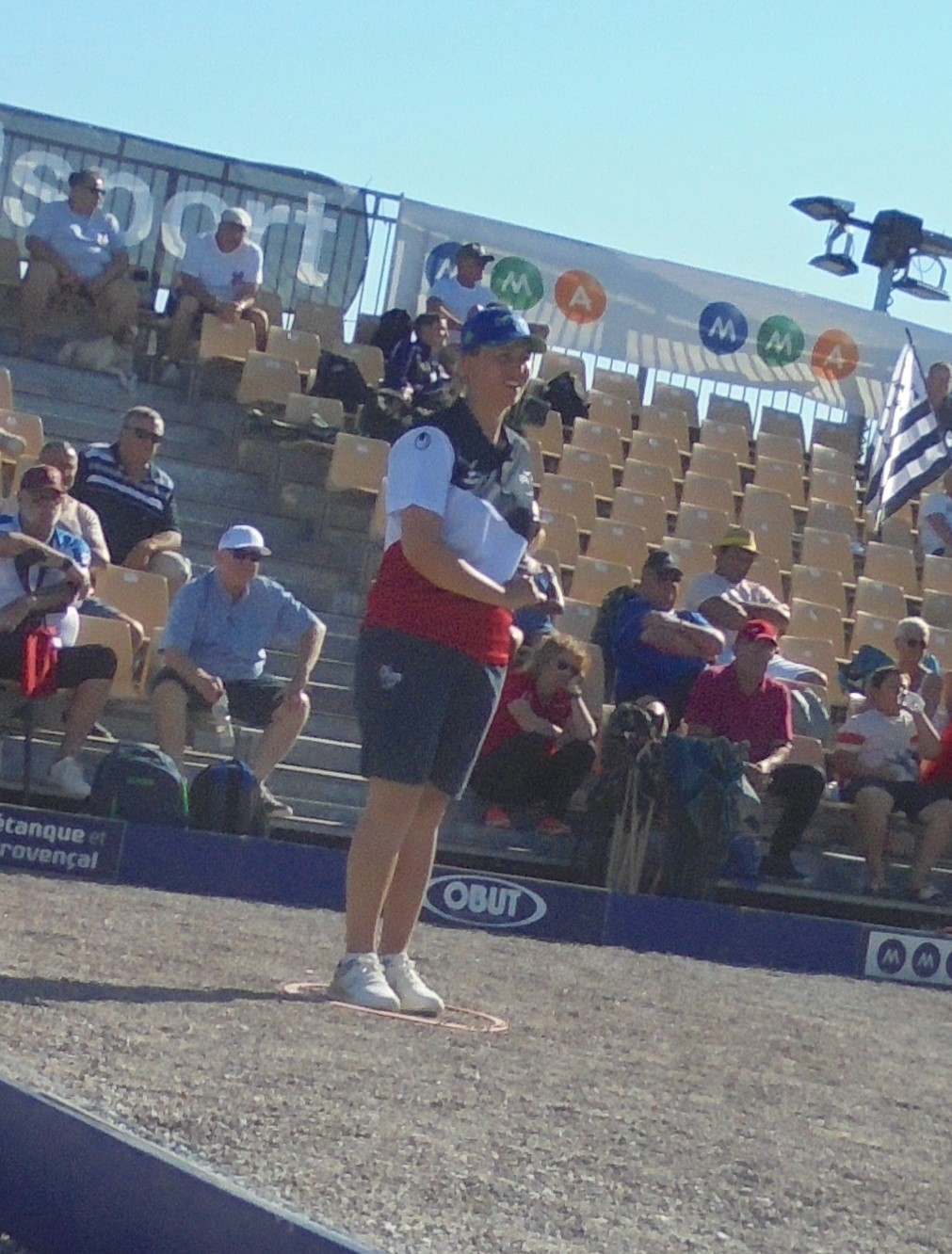
Charlotte Darodes
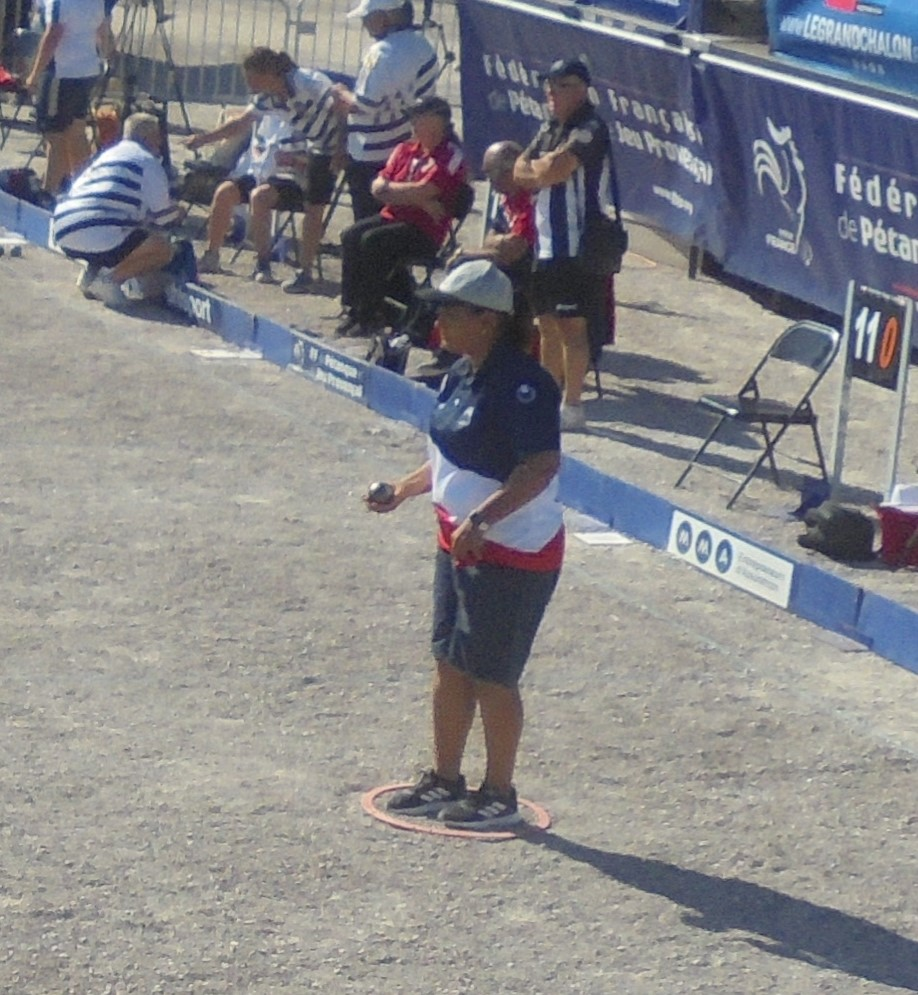
Mouna Béji
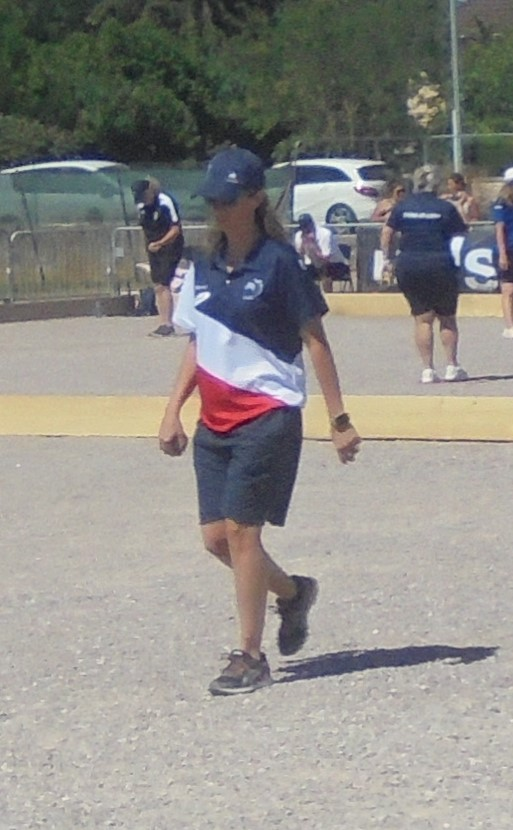
Ludivine d'Isidoro

### Doublette sénior féminin[7]
| Equipe                          | Score | Equipe                               |
| ------------------------------- | ----- | ------------------------------------ |
| Mouna Beji et Charlotte Darodes | 13-12 | Anaïs Lapoutge et Tiphanie Lellouche |

### Tête à tête sénior féminin[8]
| Equipe        | Score | Equipe       |
| ------------- | ----- | ------------ |
| Daisy Frigara | 13-10 | Cindy Peyrot |

### Doublette sénior mixte[9]
| Equipe                        | Score | Equipe                             |
| ----------------------------- | ----- | ---------------------------------- |
| Marine Tur et Mickaël Bonetto | 13-12 | Ludivine Murcia et Kévin Philipson |

### Triplette junior[10]
| Equipe                                      | Score | Equipe                                      |
| ------------------------------------------- | ----- | ------------------------------------------- |
| Lucas Roman, José Ribas et Miguel Lerebours | 13-12 | Mathieu Boulenger, Ilan Bauche et Tom Omont |

### Triplette cadet[11]
| Equipe                                        | Score | Equipe                                         |
| --------------------------------------------- | ----- | ---------------------------------------------- |
| Dylan Dubois, Giovanni Riviera et Mason Buche | 13-10 | Roman Gally, Kelson Lafleur et Daymon Reinhart |

### Triplette minime[12]
| Equipe                                                | Score | Equipe                                   |
| ----------------------------------------------------- | ----- | ---------------------------------------- |
| Nolan Laguinie-Lehmann, Iban Oguinena et Bryan Cabras | 13-12 | Jimmy Ortis, Dylan Santiago, Kylian Beau |

### Triplette vétéran[13]
| Equipe                                                | Score | Equipe                                         |
| ----------------------------------------------------- | ----- | ---------------------------------------------- |
| Janick Frachebois, Jean-Marie Moraux et Michel Munier | 13-5  | Christian Olmos, Jacky Mense et Didier Beuriot |

## Palmarès
| Catégorie                   | Vainqueur(s)                                          | Finaliste(s)                                                    |
| --------------------------- | ----------------------------------------------------- | --------------------------------------------------------------- |
| Triplette sénior masculin   | Stéphane Robineau, Henri Lacroix et Dylan Rocher      | Christian Andriantseheno, Christophe Sarrio et François N'Diaye |
| Doublette sénior masculin   | Michel Hatchadourian et Kévin Bonvarlet               | Mickaël Bonetto et David Riviera                                |
| Tête à tête sénior masculin | Michel Loy                                            | David Doerr                                                     |
| Triplette sénior féminin    | Mouna Béji, Ludivine d'Isidoro et Charlotte Darodes   | Théophanie Descas, Danielle Pierre-Michel et Mirella Sommier    |
| Doublette sénior féminin    | Mouna Beji et Charlotte Darodes                       | Anaïs Lapoutge et Tiphanie Lellouche                            |
| Tête à tête sénior féminin  | Daisy Frigara                                         | Cindy Peyrot                                                    |
| Doublette sénior mixte      | Marine Tur et Mickaël Bonetto                         | Ludivine Murcia et Kévin Philipson                              |
| Triplette junior            | Lucas Roman, José Ribas et Miguel Lerebours           | Mathieu Boulenger, Ilan Bauche et Tom Omont                     |
| Triplette cadet             | Dylan Dubois, Giovanni Riviera et Mason Buche         | Roman Gally, Kelson Lafleur et Daymon Reinhart                  |
| Triplette minime            | Nolan Laguinie-Lehmann, Iban Oguinena et Bryan Cabras | Jimmy Ortis, Dylan Santiago, Kylian Beau                        |
| Triplette vétéran           | Janick Frachebois, Jean-Marie Moraux et Michel Munier | Christian Olmos, Jacky Mense et Didier Beuriot                  |